# Бруния
Бруния (лат. Brunia) — род цветковых растений семейства Бруниевые, состоит, по одним данным, из шести, по другим — из девяти видов.
Ареал рода ограничен Капской флористической областью (Южная Африка). Растения этого рода — невысокие кустарники с игловидными листьями. Некоторые виды — садовые растения, выращиваемые на срезку.

## Название
Этот род был назван в 1785 году французским ботаником Жаном Батистом Ламарком, но достоверно неизвестно, в честь кого именно: предположительно, либо в честь английского судового врача и собирателя растений конца XVII века Александра Брауна (Alexander Brown), либо в честь голландского путешественника, художника, фармацевта и собирателя растений Корнелиуса Бруна (Cornelis de Bruyn, Cornelis de Bruijn, Cornelius Le Brun, 1652 — ок. 1727), побывавшего на Ближнем Востоке, в России, Персии, Индонезии и многих других странах.
Brunia — типовой род семейства Бруниевые.

## Биологическое описание

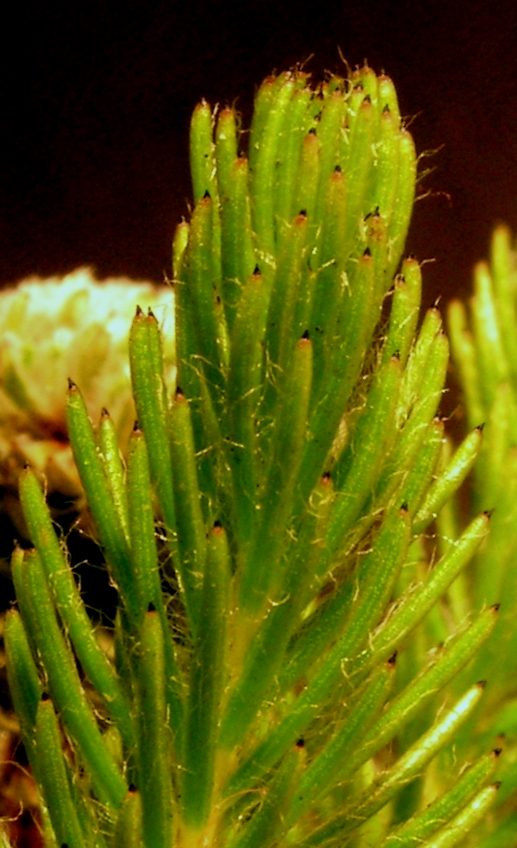
Листья брунии; видны характерные для представителей этого семейства чёрные выступы на кончиках листьев.

Бруния — кустарники, внешне похожие на представителей рода Эрика (Erica).
Листья игловидные, с гладкими краями; характерным признаком листьев бруниевых являются чёрные выступы на их кончике. Расположение листьев — спиральное.
Цветки актиноморфные, четырёхчленные, мелкие, собраны в шишковидные соцветия. Завязь нижняя. Опыление происходит с помощью насекомых.

## Использование
Некоторые виды брунии — декоративные растения, выращиваемые на срезку; в первую очередь это относится к виду бруния белоцветковая (Brunia albiflora).

## Интересные факты
Brunia — научное название не только рода цветковых растений Бруния из семейства Бруниевые (Bruniaceae), но и рода бабочек из семейства Медведицы (Arctiidae). Поскольку ботанический род Brunia Lam. (1785) находится в юрисдикции Международного кодекса ботанической номенклатуры, а зоологический род Brunia Moore, 1878 — в юрисдикции Международного кодекса зоологической номенклатуры, эти названия не являются таксономическими омонимами и к ним не должна применяться процедура устранения омонимии.

## Классификация
Род Бруния — один из двенадцати родов семейства Бруниевые (Bruniaceae), которое в системе классификации APG III (2009) относится к порядку Бруниецветные (Bruniales). В системах классификации APG I (1998) и APG II (2003) порядка Bruniales не было, семейство Bruniaceae было включено в группу euasterids II, но не относилось к какому-либо порядку.

## Виды

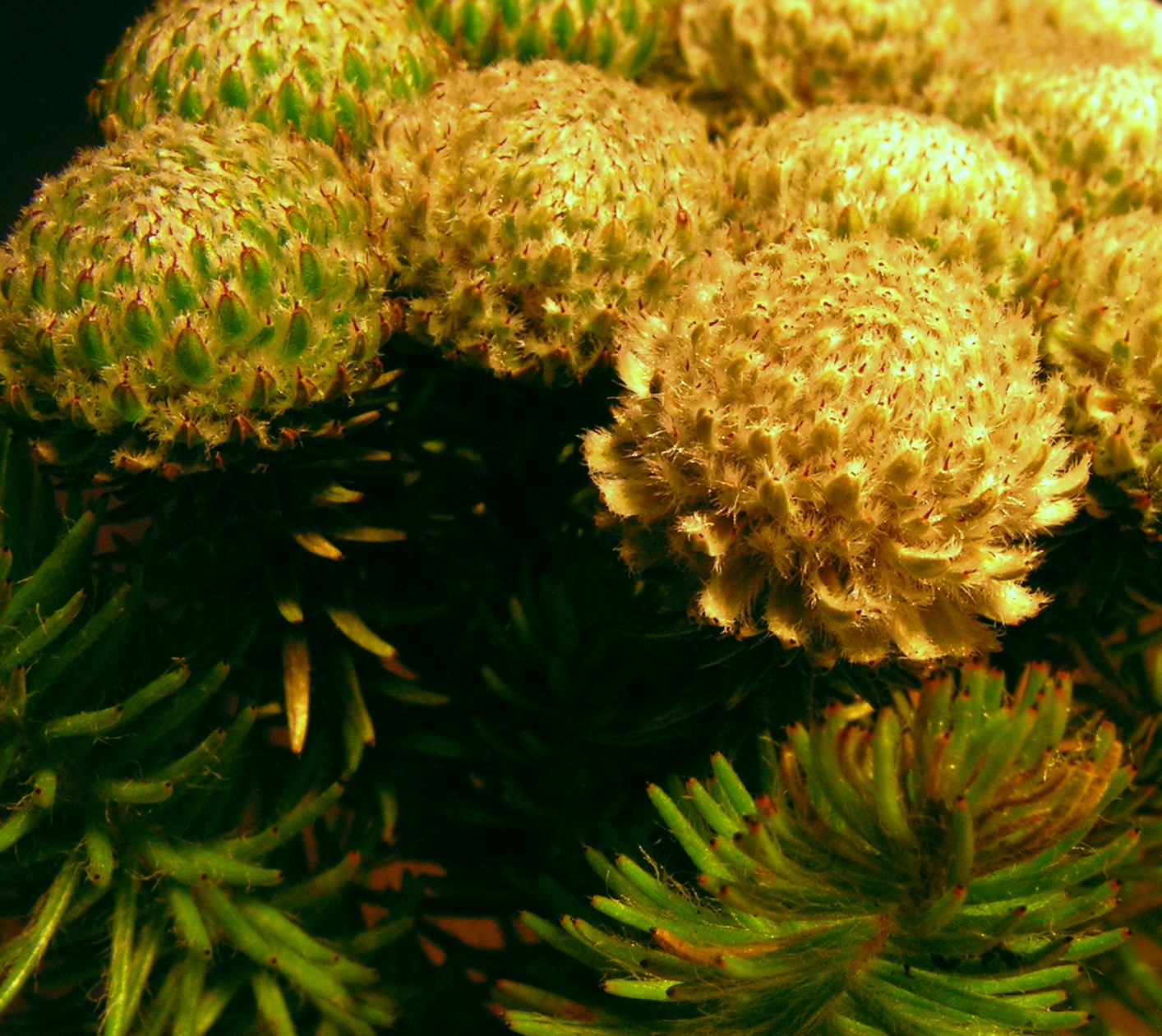
Brunia sp.

По информации базы данных The Plant List (2013), род включает 37 видов:
- Brunia africana (Burm.f.) Class.-Bockh. & E.G.H.Oliv.
- Brunia albiflora E.Phillips
- Brunia angulata (Sond.) Class.-Bockh. & E.G.H.Oliv.
- Brunia barnardii (Pillans) Class.-Bockh. & E.G.H.Oliv.
- Brunia bullata (Schltr.) Class.-Bockh. & E.G.H.Oliv.
- Brunia callunoides (Oliv.) Class.-Bockh. & E.G.H.Oliv.
- Brunia compacta A.V.Hall
- Brunia cordata (Burm.f.) Walp.
- Brunia dregeana (Sond.) Class.-Bockh. & E.G.H.Oliv.
- Brunia esterhuyseniae (Strid) Class.-Bockh. & E.G.H.Oliv.
- Brunia fragarioides Willd.
- Brunia laevis Thunb.
- Brunia latebracteata A.V.Hall
- Brunia macrocephala Willd.
- Brunia microphylla Thunb.
- Brunia monogyna (Vahl) Class.-Bockh. & E.G.H.Oliv.
- Brunia monostyla (Pillans) Class.-Bockh. & E.G.H.Oliv.
- Brunia myrtoides (Vahl) Class.-Bockh. & E.G.H.Oliv.
- Brunia neglecta Schltr.
- Brunia noduliflora Goldblatt & J.C.Manning
- Brunia oblongifolia (Pillans) Class.-Bockh. & E.G.H.Oliv.
- Brunia paleacea P.J.Bergius typus[6]
- Brunia palustris (Schltr. ex Dümmer) Class.-Bockh. & E.G.H.Oliv.
- Brunia pentandra (Thunb.) Class.-Bockh. & E.G.H.Oliv.
- Brunia phylicoides Thunb.
- Brunia pillansii Class.-Bockh. & E.G.H.Oliv.
- Brunia powrieae Class.-Bockh. & E.G.H.Oliv.
- Brunia purpurea (Pillans) Class.-Bockh. & E.G.H.Oliv.
- Brunia schlechteri (Dummer) Class.-Bockh. & E.G.H.Oliv.
- Brunia sphaerocephala (Sond.) A.V.Hall
- Brunia squalida Sond.
- Brunia thomae Class.-Bockh. & E.G.H.Oliv.
- Brunia trigyna (Schltr.) Class.-Bockh. & E.G.H.Oliv.
- Brunia tulbaghensis (Schltr. ex Dümmer) Class.-Bockh. & E.G.H.Oliv.
- Brunia variabilis (Pillans) Class.-Bockh. & E.G.H.Oliv.
- Brunia villosa E.Mey. ex Sond.
- Brunia virgata Brongn.

Ещё некоторое число видовых названий этого рода имеет в The Plant List (2013) статус unresolved name, то есть относительно этих названий нельзя однозначно сказать, следует ли их использовать как названия самостоятельных видов — либо их следует свести в синонимику других таксонов.
Многие виды, раньше включавшиеся в род Бруния, сейчас относят к другим родам — Leucadendron, Nebelia, Pseudobaeckea, Raspalia, Staavia, Tittmannia, Widdringtonia.
|            |  |
| Brunia sp. |  |